# Amărăștii de Sus
Amărăștii de Sus là một xã thuộc hạt Dolj, România. Dân số thời điểm năm 2002 là 3925 người.